# Limonia pacatina
Limonia pacatina är en tvåvingeart som beskrevs av Edwards 1933. Limonia pacatina ingår i släktet Limonia och familjen småharkrankar. Inga underarter finns listade i Catalogue of Life.